# Knol
Knol — сайт, созданный фирмой «Google» и позволяющий пользователям публиковать статьи различной тематики (см. user-generated content). Запущен 6 августа 2008 года, прекратил работу как служба 1 мая 2012 года.

## История
Сообщение о разработке сайта было опубликовано фирмой «Google» 13 декабря 2007 года. Один из ведущих программистов объяснил, что решение о запуске проекта было обусловлено желанием делиться с обществом нужными и полезными знаниями. Широкой публике сайт стал доступен с 23 июля 2008 года.
22 ноября 2011 года Google в своём официальном блоге сообщила о закрытии проекта. 30 апреля 2012 года стало последним днём полной функциональности проекта; статьи были доступны для чтения и записи до 1 октября 2012 года. Авторам предложено два способа сохранения статей («кнолов»): в файл и на сайт «WordPress». При сохранении статей предлагалось воспользоваться сервисом «Google Takeout». Для экспорта статей на сайт «WordPress» автор должен был воспользоваться сервисом «Annotum», созданным компаниями «Google», «Solvitor» и «Crowd Favorite».

## Редакторы
Каждая статья на сайте писалась одним пользователем, как предполагалось, «экспертом по теме»; другие пользователи могли править статью только с разрешения автора. Тогда не было известно, как эти «эксперты» будут выбираться, и в официальном блоге компании сообщалось, что сайт не будет ограничиваться одной статьёй по каждой теме, а представит возможность публикации сразу нескольких авторских работ. Предполагалось, что авторы будут получать доход от вставки контекстной рекламы (AdSense) в их статьи.
На первый план в статьях выдвигалась личная компетентность автора, что позволяло авторам выражать своё личное мнение. Анонимные пользователи участвовать в проекте не могли.

## Критика и мнения экспертов
Некоторые СМИ называли «Google Knol» конкурентом таких онлайн-энциклопедий, как «Википедия», «Squidoo.com», «Scholarpedia», «About.com», «Helium.com». Серьёзные опасения высказывались по поводу возможного соперничества Knol с Википедией. Существовало мнение, что Knol — это атака на создателей Википедии. Сторонники этой версии предполагали, что создание подобной энциклопедии мотивировано соображением уничтожения Википедии, чтобы создать чисто коммерческий проект. Энциклопедию Knol окрестили «googlepedia» и «викиубийцей».
Сторонники противоположной точки зрения утверждали, что благодаря своим отличиям Knol будет хорошим онлайновым дополнением Википедии.
Реакция фонда Викимедиа была следующая: «мы приветствуем инициативу Google Knol… Чем больше знаний будет в мире, тем лучше». Однако Джимми Уэльс, один из создателей Википедии, выразил определённую озабоченность данной идеей: «Google делает много хорошего, но много этого хорошего работает не так, как бы было нужно» (из интервью от 14 декабря 2007 года). По мнению Уэльса, Google проявляет повышенный интерес к темам, которые в настоящий момент несут высокий доход (например, вы можете просмотреть много статей о Виагре), и что коммерческий вопрос будет стоять на первом месте, а академический — на последнем.
Высказывались предположения, что поскольку поисковик Google является самым популярным в мире, то, вероятно, при поиске нужного термина в нём на первых позициях будет выдаваться статья из Knol, и это приведёт к росту её популярности.